# Paepalanthus longifolius
Paepalanthus longifolius är en gräsväxtart som beskrevs av Friedrich August Körnicke. Paepalanthus longifolius ingår i släktet Paepalanthus och familjen Eriocaulaceae. Inga underarter finns listade i Catalogue of Life.